# Serdar Özkan
Serdar Özkan (ur. 1 stycznia 1987 w Düzce) – turecki piłkarz występujący na pozycji pomocnika. Od 2015 roku jest zawodnikiem klubu Antalyaspor.

## Kariera klubowa
Serdar karierę rozpoczynał w juniorskiej ekipie klubu Beşiktaş JK. Do jego pierwszej drużyny, wówczas grającej w pierwszej lidze został przesunięty w sezonie 2003/2004. W ekstraklasie zadebiutował 18 października 2003 w wygranym 1:0 meczu z Diyarbakırsporem. W debiutanckim sezonie w lidze zagrał trzy razy. W następnym sezonie rozegrał dwa ligowe spotkania.
W lutym 2005 został wypożyczony do innego pierwszoligowca - İstanbulsporu. Nie rozegrał tam żadnego spotkania, a po zakończeniu sezonu 2004/2005, w którym zajął z İstanbulsporem 17. miejsce w lidze i spadł z nim do drugiej ligi, powrócił do Beşiktaşu. Przed rozpoczęciem następnego sezonu został jednak stamtąd wypożyczony do drugoligowego Akçaabat Sebatspor. Był podstawowym graczem. Przez cały sezon wystąpił tam w 31 meczach i strzelił 4 gole. Od stycznia 2007 do lipca 2007 przebywał na wypożyczeniu w drugoligowym Samsunsporze. Wystąpił w 12 spotkaniach.
Latem 2007 powrócił do Beşiktaşu. Od sezonu 2007/2008 jest jego podstawowym zawodnikiem. 16 grudnia 2007 w wygranym 3:1 pojedynku z MKE Ankaragücü Serdar zdobył pierwszą bramkę w trakcie gry w ekstraklasie. W sezonie 2008/2009 zdobył z klubem mistrzostwo Turcji i Puchar Turcji.
W 2010 roku przeszedł do Galatasaray SK, a w 2011 - do MKE Ankaragücü. Następnie grał w Samsunsporze i Şanlıurfasporze. W 2013 roku został zawodnikiem Elazığsporu.

## Kariera reprezentacyjna
Serdar jest byłym młodzieżowym reprezentantem Turcji. W kadrze seniorskiej zadebiutował 12 września 2007 w wygranym 3:0 meczu eliminacji Mistrzostw Europy 2008 z Węgrami. Na Euro ostatecznie nie pojechał.